# MSF (報時)
MSF (MSF the Time from NPL)は、英国の標準電波局である。
イングランド カンブリア（Cumbria）州 北西端のアンソーン（en）に位置する、アンソーン送信所（アンソーン超長波送信機）（en）から放送される無線信号で、それはイギリスの基準時間を供給する。
時報信号は送信機側に設置されている3台の原子時計から生成され、英国テディントンの国立物理学研究所（NPL）によって維持される標準時間に基づく。
サービスはNPLから許可を受けたVTコミュニケーションズ社（VT Communications）によって提供され、ビジネス・企業・規制改革省（Department for Business, Enterprise and Regulatory Reform：DBERR（旧貿易産業省））によって資金供給されている。
MSF信号（かつてラグビークロック）として知られている信号は、60kHzの極めて正確な周波数の放送で、英国全土と北および西ヨーロッパで広く受信が可能である。